# کاخ ورزشی پو
کاخ ورزشی پو (به فرانسوی: Palais des sports de Pau)، یک ورزشگاه که در پو، فرانسه واقع شده است. این ورزشگاه در سال ۱۹۹۱ و با ظرفیت ۷۷۰۲ نفر افتتاح شد.
اغلب در این ورزشگاه مسابقات بسکتبال برگزار می‌شود. این ورزشگاه، ورزشگاه شخصی تیم بسکتبال الان بیرنایس فرانسه می‌باشد و معمولاً مسابقات تیم ملی بسکتبال فرانسه در این ورزشگاه برگزار می‌گردد.